# Solomon Andargachew
Solomon Melkamu Andargachew (am፡ሰሎሞን መልካሙ አንዳርጋቸው, sinh ngày 28 tháng 10 năm 1981 ở Ethiopia) là một hậu vệ bóng đá người Ethiopia. Hiện tại anh thi đấu cho Al Sha'ab Ibb.

## Sự nghiệp

### Sự nghiệp quốc tế
Andargachew là thành viên của Đội tuyển bóng đá quốc gia Ethiopia. Anh cũng là thành viên của Ethiopia tham dự Giải vô địch bóng đá trẻ thế giới 2001. Trong giải đấu ở Argentina, anh ghi nhiều bàn thắng nhất cho đội tuyển và là cầu thủ ghi bàn nhiều thứ 13 trong giải đấu.